# Иоанн Хильдесхаймский
Иоанн Хильдесхаймский (нем. Johannes von Hildesheim; Хильдесхайм — 5 мая 1375, Мариенау) — католический теолог.
Родился между 1310 и 1320 гг. Преподавал теологию в университетах Авиньона и Парижа. В 1361—1364 годах приор монастыря в Касселе. С 1369 года настоятель монастыря в Мариенау. Умер в 1375 г.
Автор повести «Liber de gestis ac trina beatissimorum trium regum translatione», в которой впервые, по-видимому, встречается легенда о тридцати серебрениках, которые были поднесены Христу младенцу одним из волхвов, Мельхиором, и впоследствии уплачены Иуде Искариотскому за предательство.

### Список произведений
- Легенда о трёх святых царях. — М.: Энигма, Алетейя, 1998. — 270 с. — ISBN 5-7808-0014-6, 5-7808-0014-6.